# コーヒーメーカー

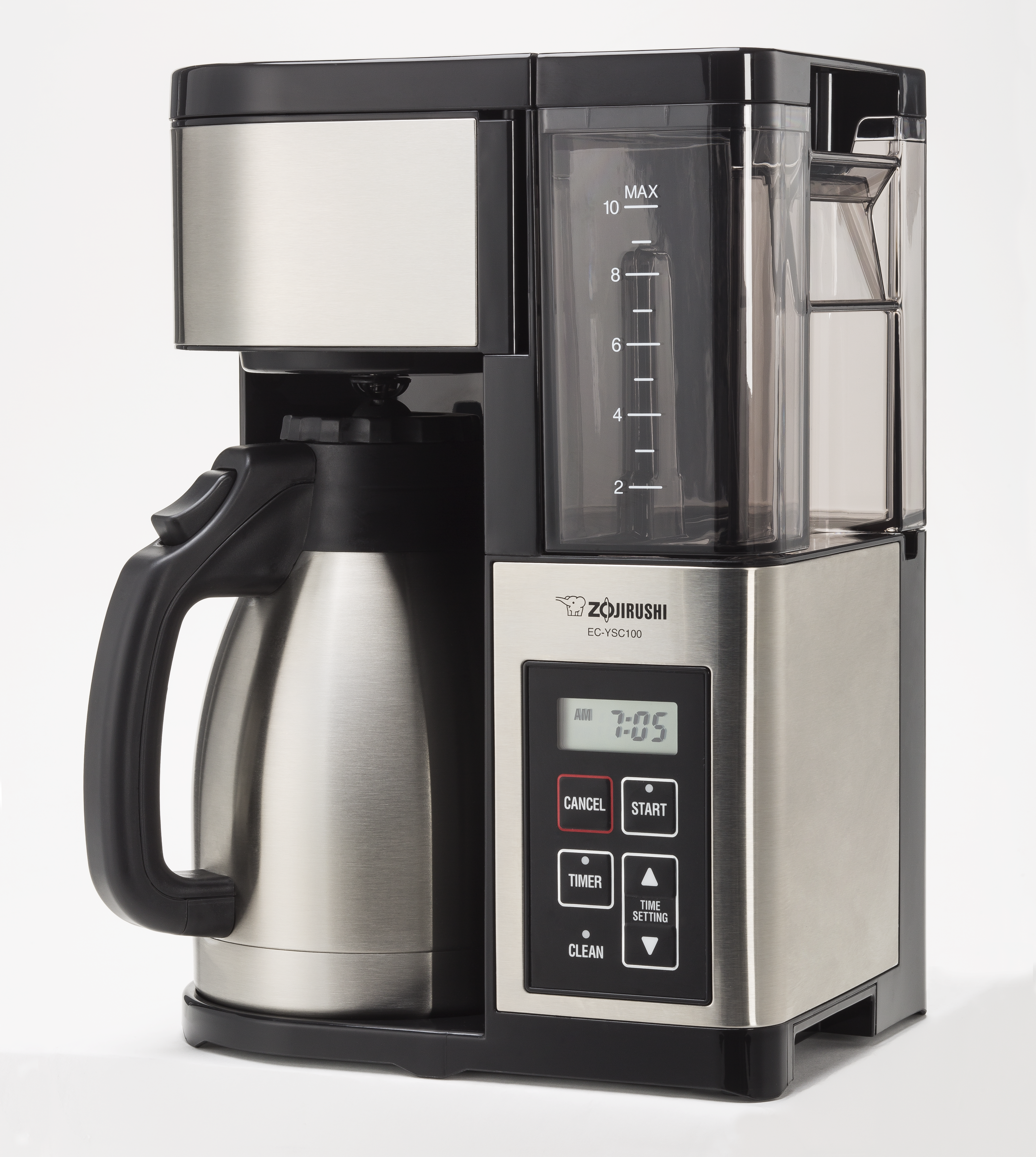
2016年モデルの電気式コーヒーメーカー

コーヒーメーカー（英: coffee maker）は、電気的熱源によって湯を沸かしコーヒーを抽出する一体型となった機器。コーヒーマシンともいう。
コーヒーの抽出には味に影響する変動要素が多く、慣れて定量化できないとおいしいコーヒーを淹れるのが難しい。そこで、自動的に（すなわち定量的に）コーヒーを淹れられるように作られたのがコーヒーメーカーである（ミル付きとドリップ専用=ミル非搭載の2種類を製造）。
日本では「電気コーヒー沸器」として家庭用品品質表示法の適用対象となっており電気機械器具品質表示規程に定めがある。

## 種類

### ドリップ式
濾過しながらコーヒーを抽出する方式。日本の電気機械器具品質表示規程別表では「バスケットのコーヒー粉に熱した水を滴下し、浸透させ、自重によりコーヒー液を抽出するもの」をドリップ式と定義している。ドリップ式コーヒーメーカーで淹れたコーヒーは、サイホン式で淹れたコーヒーに味で劣るとの評価もあるが、非常に手軽にドリップコーヒーを淹れることができるため、家庭用としてはもちろんオフィス向けとしても需要が高い。日本の電気機械器具品質表示規程では、ドリップ式のうちヒーター部分と水を入れる容器が一体になっているものは「水容器一体型」、ヒーター部分から水容器を着脱可能なものは「水容器着脱型」と付記しなければならないとしている。

#### 使用方法
製品によって若干の違いがあるが、おおむね次のとおり。
1. ドリッパー（漏斗状の部品。本体と一体であることが多いが、サーバー（抽出したコーヒーを受け、給仕するためのガラス容器）の上に載せるものもある）にフィルターを敷き、出来あがりのコーヒー量に応じた量の、挽いたコーヒー豆を入れる。
2. 水容器に、コーヒー粉に応じた量の水を注ぐ。ほとんどの製品はサーバーに出来あがりのコーヒー量の目盛りが記してあり、水の計量カップを兼ねている。
3. スイッチをONにする。

備考
- ペーパードリップ（ペーパーフィルターを使用。使い捨て）やネルドリップ（フランネル布を使用。変色するまでは洗って再利用出来る）などがある。
- ドリッパーは扇形の「カリタ式」と円錐形の「ハリオ式」があり、両者に互換性は一切ないので注意を要する（ドリッパーとフィルターで方式が違うと嵌まらないので安定性に欠け、コーヒー粉がフィルターごと転倒することがある）。初期には化学実験用濾紙の様な円形ペーパードリップ式もあったが、淘汰された。
- ナイロン製や金メッキを施した網などのフィルターが組み込まれている製品もあり、その場合はフィルターをいちいち消費しない。
- サーバーは保温機能を持つが、コーヒーを長時間保温すれば香りが飛び、味も落ちる。また、家電製品の中では電力消費が大きい部類に入るので、あまり長時間の保温は適当ではない。
- 製品によっては、紅茶や日本茶も淹れられる。ドリッパーをサーバーの上に載せるタイプであれば、特に製品機能に挙げられていなくても可能である場合が多い。
- 温泉卵を調理可能（サーバーに生卵を入れ、水だけで通常のドリップをスタートすればよい）。
- 1978年にデビューしたナショナル（パナソニック）のコーヒーメーカー「キャリオカ」では、「シャワードーム」と呼ばれるドームに熱湯を吹き上げることにより、均一なドリップを可能とした。見た目にもガラス製の透明なドームで、吹き上がった熱湯がドームに当たる様子が楽しめるため、ヒット商品となった。現在ではドーム部分が黒くなっており、改良が重ねられているものの基本的な仕様は変化はない。

#### バリエーション
前述のようにドリッパーに挽いたコーヒー豆を入れ、給水タンクに給水するとサーバーにコーヒーが抽出されるものが主流だが、その他にも以下のものがある。
- サーバーがガラスではなくステンレス製の魔法瓶となっているもの。このタイプのものはコーヒーポットともいう。ガラスのものとは違なり割れる心配がない。多くは数時間程度の保温性があり、煮詰まりを気にせずゆっくりとコーヒーが飲める。保温に際して電力が必要ないため、その分電気代不要といった利点がある。ただし、容器が透明ではないため、正確な残量を見ることができない欠点もある。
- コーヒーミルを内蔵しているタイプ。挽いた後は自分でドリッパーへ挽いた豆を移し抽出する。また、挽いた後に自動でドリッパーへ移しそのまま抽出する機種もある。
- サーバーがなく直接カップへ抽出するタイプ。抽出後そのまま飲めるだけではなく、サーバーが省かれるため洗い物が一つ少なくなるという利点がある。ただし、1つ（1人分）から2つ（2人分）のカップに抽出するものが多く、そのようなものでは大人数で飲むのには適していない。独身の者や恋人同士など、少人数で飲むのに適している。
- コーヒーミルを内蔵しているだけでなく、生豆の焙煎から行えるタイプもある。

### エスプレッソ式
深めに焙煎して極細挽きにしたコーヒーに圧力をかけながら抽出する方式。日本の電気機械器具品質表示規程別表では「バスケットのコーヒー粉に水蒸気等の圧力で熱した水を浸透させ、強制的にコーヒー液を抽出するもの」をエスプレッソ式と定義している。

### サイフォン式

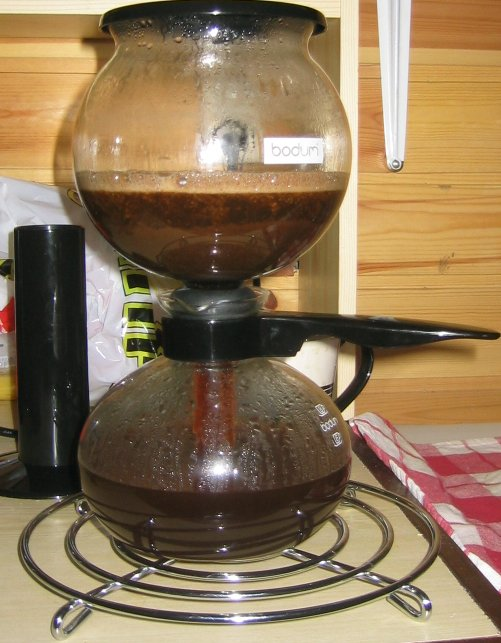
サイフォン式コーヒーメーカー

ロート、フィルター、フラスコなどで構成され、フラスコで沸騰したお湯が上部のロート内に入れたコーヒーの粉と接触して抽出する方式。日本の電気機械器具品質表示規程別表では「ロートのコーヒー粉に水蒸気の圧力で熱した水を押し上げ、浸透させた後、水蒸気の圧力の減少又は自重によりコーヒー液を抽出するもの」をサイホン式と定義している。「バキュームコーヒーメーカー」ともいう。

### パーコレーター式

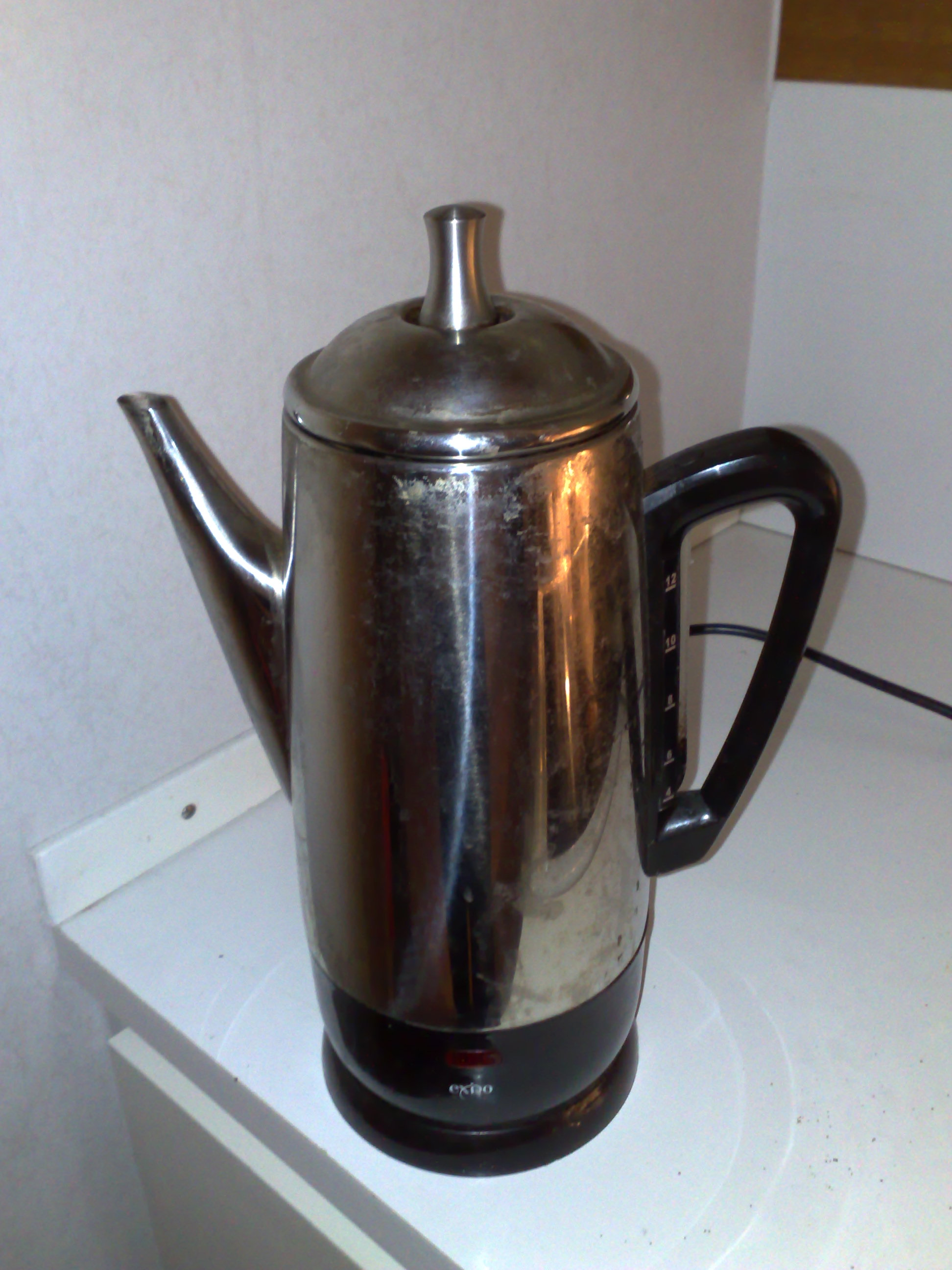
パーコレーター式コーヒーメーカー

本体のポットに熱湯を入れて加熱することでポット上部のバスケットに予め入れておいたコーヒーに湯がパイプを通って接触することで抽出する方式。日本の電気機械器具品質表示規程別表では「バスケットのコーヒー粉に沸騰現象を利用して熱した水を循環させてコーヒー液を抽出するもの」と定義される。

## コーヒーメーカー製造元

### 現在生産中
- パナソニック（ドリップ専用=ミル非搭載モデルは2017年限りで、セパレート型はNC-R500/400を最後に2021年8月限りでそれぞれ生産終了。現行モデルは2018年発売のミル付き全自動タイプ「NC-A57」のみ。2024年限りでコーヒーメーカー生産より撤退予定で、今後パナソニックショップに供給されるコーヒーメーカーは東芝ライフスタイル・タイガー・象印などの他社製品へ変更）
- 東芝ライフスタイル（製造元は東芝ホームテクノ、販売元は東芝ライフスタイル。現行モデルはミル付きの「HCD-L50」とドリップ専用の「HCD-6MJ/5MJ」のみ）
- タイガー魔法瓶（ミル付きモデルは2017年限りで生産を終了し、現在はドリップ専用=ミル非搭載モデルのみを生産）
- 象印マホービン
- カリタ（カリタ式ドリッパーの総元締め）
- HARIO（ハリオ式ドリッパーの総元締め）
- フィリップス
- ツインバード
- サーモス
- ティファール

・ミル付きは一体型（全自動。ミル部自動洗浄&誤動作・モーター過熱・空焚き防止機能付き）とセパレート型（水容器も含め取り外して水洗い可）の二種類あるがラインナップは少なく、ドリップ専用（ミル非搭載）タイプも多く販売されている。なお部品類（水容器・ガラス容器・ミル容器・蓋・フィルター）の水洗いは必ず「手洗い」で行うよう指示されており、食器洗い乾燥機では洗えない（熱や衝撃で変形したり割れるおそれがあるため）。

・セパレート型ミル付きモデルのミル部モーターは手でミル駆動ボタンを押している間のみ動作し、ミル部とドリップ&保温部の同時駆動は不可（切替スイッチが「ドリップ切=ミル入・電源切」位置では保温プレートのヒーターが通電せず、逆の「ドリップ入=電源入」位置ではミル駆動ボタンを押してもミル部モーターが回転しない。さらにドリップ途中で切替スイッチを「ミル入=電源切」に合わせてもお湯はすぐ止まらないので、ドリップ途中でガラス容器を引き出すとお湯が飛び散りやけどのおそれあり）。ミル蓋が開いている時はモーター&カッターが回転しない安全装置が付いている（蓋を開けた状態でミルスイッチ部を細い棒などで押すとカッターが回転しケガのおそれあり）。

・ミル部を約20秒以上連続駆動するとモーターが過熱して故障・火災の原因となる他、豆が細かくなりすぎてコーヒーが濃くなったりドリップ時にお湯が溢れやけどするおそれがある。さらに、豆を入れずにミルを空運転する・コーヒー豆以外の物や湿ったコーヒー豆をミルで挽く・各機種で定められた量を越えるコーヒー豆を挽く・などするとカッター破損やモーター故障のおそれがある。なおコーヒー豆挽き加減の目安となる「ミルサイン」が付いた機種もあり、点滅回数が増えるほどコーヒーが濃くなる（最大13回までが目安。14回を越えるとコーヒー粉がバスケットやフィルターより溢れ、ドリップされたコーヒーに粉が混じる場合あり）。

・近年は金属製ティーサーバーが付属され、コーヒーのみならず中国茶や紅茶も淹れられる機種も登場している（この場合、コーヒーを淹れる時はティーサーバーを必ず外さないとコーヒー粉が詰まったり、お湯が溢れやけどするおそれあり）。コーヒー粉を入れるペーパーフィルターは各メーカーよりサービスパーツとして取り寄せ購入可能であると共に、市販品も使用可能。

・コーヒーメーカー内部には湯沸かし機能が搭載されている。このため水容器にお湯（沸騰させたお湯やぬるま湯）を入れると勢いよく多量の蒸気が出るのでやけどをしたり、水容器やガラス容器が熱で変形し割れるおそれがある（水容器に水=水道水やミネラルウォーター以外の液体を入れると内部の配管が詰まり故障・出湯不良のおそれがある他、水を入れずに空運転すると火災・故障のおそれあり）。内部配管洗浄は「ジャーポット洗浄用クエン酸」を使用可能（この場合は洗浄後十分に出湯させて内部をすすがないと臭いが残ったり、コーヒーにクエン酸成分が混じるおそれがある）。

・水道水に含まれる「カルキ」を除去する「活性炭フィルター」を搭載した機種もあり、2～3年に一度交換するよう推奨されている（各機種に適合する活性炭フィルターをサービスパーツとして各メーカーより取り寄せ購入可）。

・保温時における電気の無駄を防ぐため、一定時間を越えると電源が切れる「無操作自動電源切」機能を搭載した機種もある。

### 生産より撤退
- 三洋電機（2011年春にパナソニックの完全子会社化。「SANYO」商標は翌2012年3月を以て廃止され、三洋製品は親会社パナソニック製品へ吸収合併）
- 日立製作所（日立チェーンストールでは象印・サーモス製品を主に販売）
- 三菱電機（三菱電機ストアーではタイガー・象印製品を主に販売）
- シャープ

・2024年現在もコーヒーメーカーを製造している国内大手電機メーカーはパナソニックと東芝のみ。